# 송포로
송포로(Songpo-ro)는 경기도 고양시 일산서구 대화동 대화마을입구 사거리에서 파주시 운정동를 잇는 도로이다.

## 주요 경유지
경기도
- 고양시 일산서구 (대화동 .가좌동) - 파주시 운정동

## 노선
| 이름                | 접속 노선                          | 소재지 | 소재지   | 소재지 | 비고 |
| ------------------- | ---------------------------------- | ------ | -------- | ------ | ---- |
| 대화마을입구 사거리 | 국가지원지방도 제98호선 (고양대로) | 고양시 | 일산서구 | 대화동 |      |
| 대화1교             |                                    | 고양시 | 일산서구 | 대화동 |      |
| 대화7단지사거리     | 대화로                             | 고양시 | 일산서구 | 대화동 |      |
| 대화초교사거리      | 대화1로                            | 고양시 | 일산서구 | 대화동 |      |
| 대화3단지사거리     | 대화2로                            | 고양시 | 일산서구 | 대화동 |      |
| 가좌교              |                                    | 고양시 | 일산서구 | 대화동 |      |
|                     | 가좌동                             | 고양시 | 일산서구 |        |      |
| 가좌 교차로         | 지방도 제356호선 (송산로)          | 고양시 | 일산서구 |        |      |
| (이름없음)          | 중앙로 가좌로                      | 고양시 | 일산서구 |        |      |
| (이름없음)          | 교하로                             | 파주시 | 운정동   | 운정동 |      |

## 주요 건물 및 시설
- CU 킨텍스아이파크점 (송포로 10/대화동 2582)
- 파리바게뜨 일산대화마을점 (송포로 26/대화동 1446-2)
- 도미노피자 대화점 (송포로 26/대화동 1446-2)
- 대송중학교 (송포로 49/대화동 1492-1)
- 대화초등학교 (송포로 50/대화동 1643)